# خافيير فورتونا
خافيير فورتونا (بالإنجليزية: Javier Fortuna)‏ مواليد 7 يوليو 1990 في جمهورية الدومينيكان، هو ملاكم محترف دومينيكي يصنف ضمن فئة الوزن الخفيف. حقق بطولة رابطة الملاكمة العالمية.

## إحصائيات
خاض خلال مسيرته 34 نزالا، فاز في 31 وتعادل في 1 وخسر في 1. فاز بالضربة القاضية في 22 نزالا.

## روابط خارجية
- خافيير فورتونا على موقع بوكس ريك (الإنجليزية) (registration required)